# Křeničná
Křeničná je vesnice, část obce Chotilsko v okrese Příbram ve Středočeském kraji. Leží v kopcovité krajině při levém břehu Vltavy. V roce 2011 zde trvale žilo 38 obyvatel.
Intravilánu vsi se dotýká silnice II. třídy číslo 114.

## Historie
První písemná zmínka o vesnici pochází z roku 1390 (villa Scrzynyczna). Od roku 1850 je Křeničná součástí obce Chotilsko.

## Obyvatelstvo
| Rok            | 1869 | 1880 | 1890 | 1900 | 1910 | 1921 | 1930 | 1950 | 1961 | 1970 | 1980 | 1991 | 2001 | 2011 | 2021 |
| -------------- | ---- | ---- | ---- | ---- | ---- | ---- | ---- | ---- | ---- | ---- | ---- | ---- | ---- | ---- | ---- |
| Počet obyvatel | 153  | 150  | 123  | 112  | 124  | 118  | 86   | 70   | 58   | 41   | 44   | 36   | 27   | 38   | 44   |
| Počet domů     | 19   | 19   | 19   | 20   | 20   | 18   | 20   | 22   | 22   | 15   | 16   | 21   | 18   | 18   | 21   |

## Pamětihodnosti
Na katastrálním území vsi se nachází vrch Besedná, na němž byla roku 1926 vybudována dřevěná Drtinova rozhledna (nazvaná po prof. Františku Drtinovi). Pro neúdržbu byla za totalitního režimu stržena. Vyobrazení její původní podoby je součástí chotilského obecního znaku, po létech úsilí se obci podařilo sehnat prostředky na její obnovu. Nová rozhledna, postavená podle projektu Jiřího Ondřicha, byla vybudována koncem roku 2014 a na Bílou sobotu 4. dubna 2015 slavnostně otevřena pro veřejnost.